# Северные игры

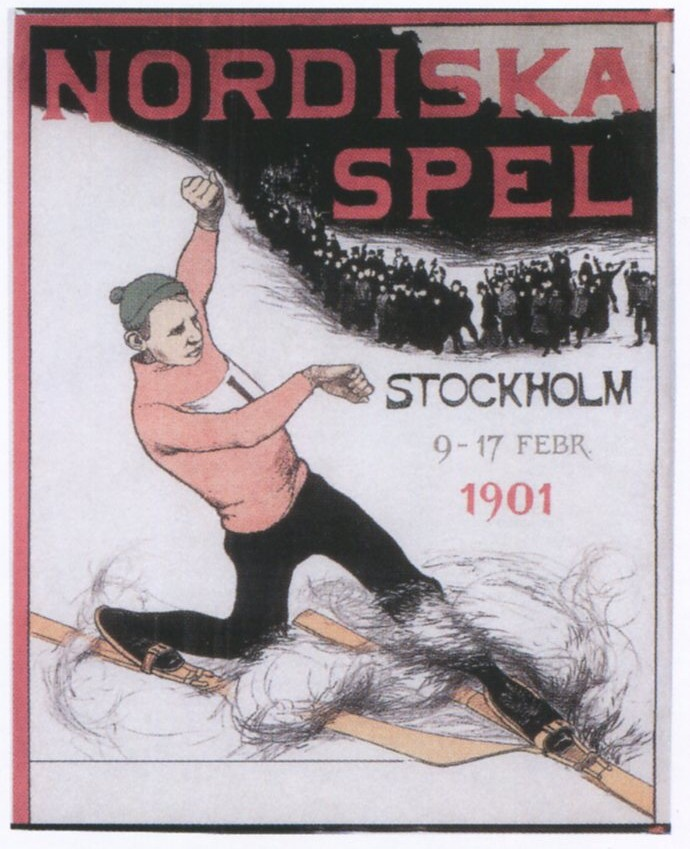
Постер первых Северных игр

Се́верные и́гры, или Норди́ческие и́гры (швед. Nordiska spelen), — первое международное спортивное событие, сосредоточенное главным образом на зимних видах спорта, которое проводилось в интервале между 1901 и 1926 годами. Игры были организованы Центральной ассоциацией Швеции по развитию спорта, и, в частности Виктором Бальком, членом этой ассоциации и одним из пяти первоначальных членов Международного олимпийского комитета. Эти игры являются предшественником современных зимних Олимпийских игр, успех которых был одной из причин (наряду с социальными и экономическими потрясениями после Первой мировой войны) к прекращению Северных игр в 1926 году.

## История
Хотя Северные игры считались международными, большинство участников было из Швеции. Из восьми Северных игр, которые были проведены, только одни были проведены за пределами Швеции. Шведская ассоциация туризма была значительно вовлечена в организацию игр, надеясь, что они привлекут внимание и туристов в Швецию. После смерти Балька в 1928 году, большая часть движущей силы организации мероприятия исчезла. Северные игры, запланированные на 1930 год, были отменены из-за малоснежной зимы, также игры, запланированные на 1934 год, не состоялись в связи с Великой депрессией. Возобновление игр было предварительно намечено на 1942 год, но этим планам не суждено было осуществиться из-за Второй мировой войны.

## Спорт
Среди спортивных событий на Северных играх были хоккей с мячом, прыжки с трамплина, хоккей с шайбой, скелетон, и кёрлинг. Были включены некоторые не зимние виды спорта, в частности, плавание и фехтование, но акцент был сделан прежде всего на зимних виды спорта (вероятно, потому что, на момент их основания, Северные игры были единственными международными соревнованиями, где были разыграны зимние виды спорта).

## Список Северных игр
1901: Стокгольм, Швеция

1903: Кристиания, Норвегия

1905: Стокгольм, Швеция

1909: Стокгольм, Швеция

1913: Стокгольм, Швеция

1917: Стокгольм, Швеция

1922: Стокгольм, Швеция

1926: Стокгольм, Швеция